# Sor Simona

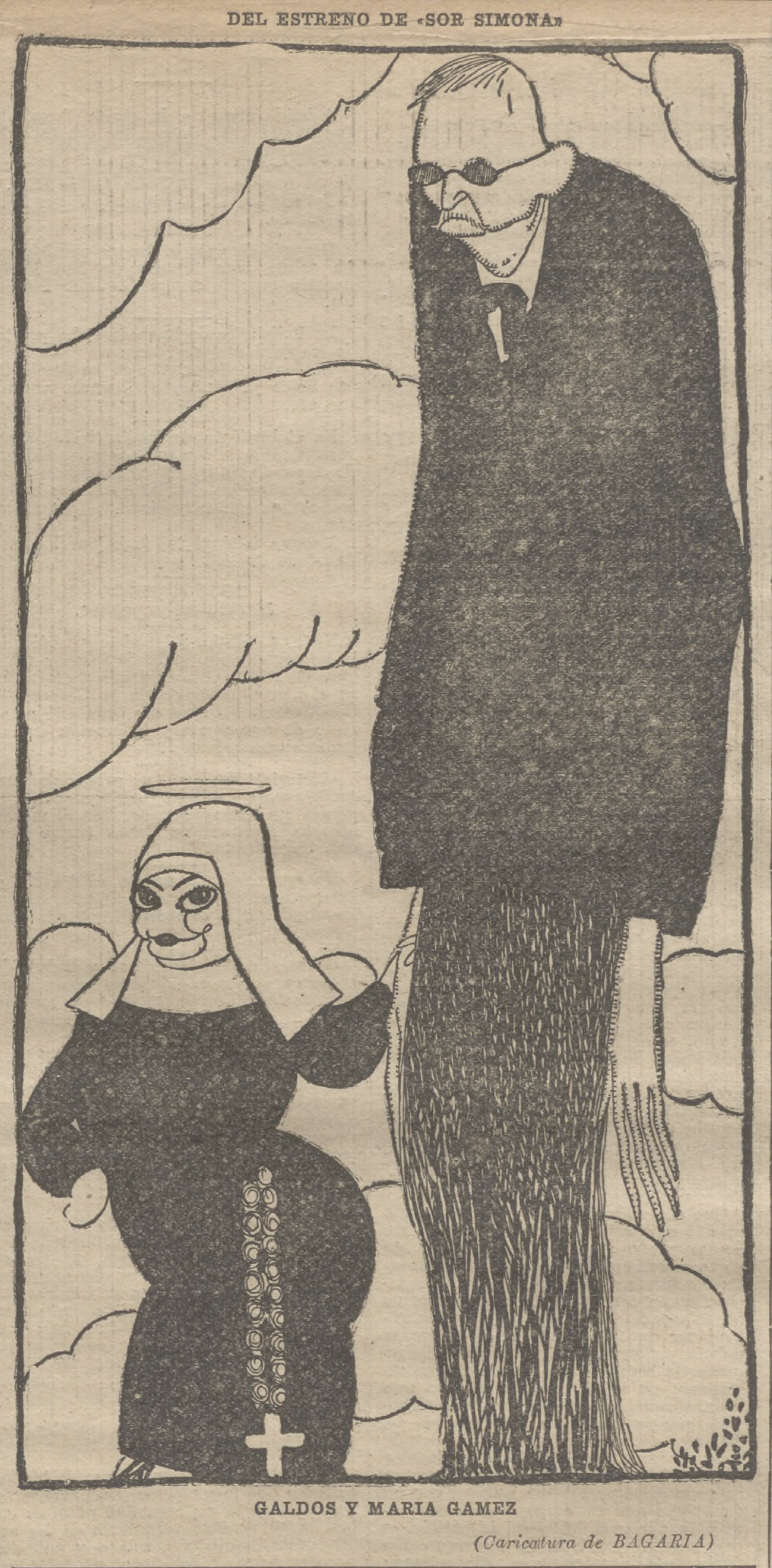
Del estreno de «Sor Simona».—Galdós y María Gámez. Caricatura de Bagaría en La Tribuna (3 de diciembre de 1915).

Son Simona es una obra de teatro en tres actos y cuatro cuadros de Benito Pérez Galdós, estrenada el 1 de diciembre de 1915 en el Teatro Infanta Isabel de Madrid.

## Argumento
Ambientada durante las guerras carlistas, Sor Simona abrazó los hábitos por un desengaño amoroso de su juventud. Pasados los años, reencuentra al que fue su antiguo amor, que le suplica para que interceda por la vida de su hijo, para lo que la monja debería hacer dejación de sus principios. El joven perteneciente a la facción liberal, ha caído en manos de los carlistas y Sor Simona miente al declarar que es su madre y que el mensaje subversivo que portaba el joven en su traje lo había colocado ella. Tras un canje de prisioneros, ambos son finalmente liberados.

## Estreno
- Intérpretes: María Gámez, José Tallaví.[1]